# 光亮紅娘魚
光亮紅娘魚，為輻鰭魚綱鮋形目牛尾魚亞目角魚科的其中一種，分布於澳洲東北部及巴布亞紐幾內亞海域，棲息深度415-580公尺，體長可達18公分，為深海底棲性魚類，屬肉食性。

## 擴展閱讀
維基物種上的相關：光亮紅娘魚